# Kaspar Muth
Kaspar Muth (n. 15 ianuarie 1876, Lovrin, Timiș, România – d. 9 februarie 1966, Timișoara, România) a fost un politician șvab bănățean, senator în Parlamentul României, de profesie avocat. Datorită autorității sale a fost supranumit „regele Banatului”.
În anul 1922 a efectuat o călătorie de strângere de fonduri în Statele Unite ale Americii. Banii adunați au fost folosiți la construcția Liceului Banatia din Timișoara.
Între 1931-1935 a fost președintele Partidului German din România.
În anul 1932 a fost ales președinte al Uniunii Germanilor din România (Verband der Deutschen in Rumänien). La alegerile interne din 1933 gruparea sa a întrunit 72 de mandate, față de cele 47 ale „șvabilor tineri” și cele 29 mandate ale simpatizanților naziști. Muth nu a reușit să zădărnicească dezbinarea etnicilor șvabi, dezbinare orchestrată din Germania nazistă. În data de 9 noiembrie 1936 a fost silit să se retragă de la conducerea UGR.
A fost expropriat de autoritățile comuniste, astfel încât a murit în sărăcie în singura cameră în care a fost lăsat să locuiască, în Piața Unirii din Timișoara (mai demult Piața Domului).